# 取
取（しゅ）とは、サンスクリット語およびパーリ語のウパーダーナ（巴: upādāna）に由来する言葉であり、「ある活動を活性化させ維持させる源や手段となる、燃料、物質的原因、気質」という意味である。
仏教では、アタッチメント、執着、掌握といった意味を指す重要概念である。これは渇愛（tṛṣṇā、トリシュナー）の結果として生じるものであり、煩悩の一種とされ、最終的には苦に繋がる。

## 仏教において

### 執着の種類
経蔵においては、釈迦は4つの執着を示している。
- 感覚-喜びへの執着  (kam-upadana, 欲取)
- 間違った視点への執着 (ditth-upadana, 見取)
- 儀式と象徴への執着 (silabbat-upadana, 戒禁取)
- 自我信条への執着 (attavad-upadana, 我語取)

この4つを総称して、四取（ししゅ）と呼ぶ。
釈迦は、最初の3つへの執着については他宗派（沙門婆羅門）による適切な分析を取り入れたが、一方で、我語取については、釈迦自身のみで完全に解明したのだと述べている。
アビダンマとその解説書では、四取についてさらに以下を定義している。
1. 欲取: 世俗的なものへの、繰り返される渇愛。
2. 見取: たとえば常見（世界と自分は永遠である）や断見（断滅論）[10]。六師外道も参照。
3. 戒禁取: 文献通りの修行だけを行えば、ストレートに解脱できると信じている。例えば「牛の練習」や「犬の修行」など[11][12]。
4. 我語取: 自我（アートマン）を不変の主体であると識別している。たとえば有明小経や、五蘊、無我などで語られる。

ブッダゴーサによれば、この四取は上から挙げた順番に減少していくという。

### 四取の相互作用
ブッダゴーサは、この四取が相互接続されていることを発見している。
1. 我語取: まず、不変の自己（アートマン）を持っていると仮定する。
2. 見取: そのため彼は、自己は何か永遠なものであるとか（常見）、自己はこの生の終わりには消滅するのではないか（断見）といった考え（見）を持つ。
3. この結果として生じやすい行動は、   1. 戒禁取: 自分が永遠のものであるなら、清浄の修行を頑張ろうと儀式に執着する。
  2. 欲取: この生の後に消滅するのであれば、次の生のことは考えずに欲望に浸る。

こういった取の相互関係を右図に示す。したがってブッダゴーサの分析によれば、取は、習慣化した感情経験（欲取）よりも、中核的信念（我語取）の根本的誤りが本質である。

### 取の表現
アビダルマにおいては、欲取と、その他の取（見取,戒禁取,我語取）の違いについて、それは貪と悪見の違いであることを特定している。取は経験的に、アビダルマの4分類において以下の表として特定される。
|                           | 特徴               | 作用               | 現れ                 | 考えうる原因           |
| ------------------------- | ------------------ | ------------------ | -------------------- | ---------------------- |
| 貪 (lobha, ローバ)        | 物体を手に入れる   | 取りつくようなもの | 諦めることができない | 束縛を楽しんでいるから |
| 悪見 (ditthi, ディッティ) | 解釈が間違っている | 推定による判断     | 間違った信念         | 法をまだ聞いていない   |

渇望（トリシュナー）と取（ウパーダーナ）の区別として、ブッダゴーサは以下の喩えをあげている。

「トリシュナーは、泥棒が暗闇の中で手を伸ばしているように、まだ到達していない物体を目指していることである。ウパーダーナは、泥棒が目的のものを握りしめるように、取得したものを離さないことである。これらは、探しつづける苦と、守り抜くという苦の原因である」

従って、釈迦が「取の蘊」について語っているのは、肉体的、精神的、意識的な経験について、それを掴み守り抜くことであり、それらは我々が間違って真実だと信ずるものである。

### 苦の因果関係の一環として
四諦における1つ目の諦では、苦の中核的経験の一つとして取（ウパーダーナ）を挙げている。2つ目の諦では、苦の基礎として渇愛（タンハー）を挙げている。このように、仏教の最も根本的な教えには、渇望と執着の因果関係が見いだされる
十二因縁（十二縁起）において、「取」は9番目に登場する。
- 取（ウパーダーナ）は、渇愛が存在している状態へ依存している。

渇愛の条件を満たすとき、ウパーダーナが発生する。
- 取はまた、次の条件である有（ビハーバ）の発生要件である。

取の条件を満たすとき、有が発生する。

Idha bhikkhave, bhikkhu abhinandati abhivadati ajjhosāya tiṭṭhati.

Kiñca abhinandati abhivadati ajjhosāya tiṭṭhati: rūpaṃ abhinandati abhivadati ajjhosāya tiṭṭhati, tassa rūpaṃ abhinandato abhivadato ajjhosāya tiṭṭhato uppajjati nandi.

Yā rūpe nandi tadupādānaṃ tassūpādānapaccayā bhavo, bhavapaccayā jāti, jātipaccayā jarāmaraṇaṃ sokaparidevadukkhadomanassupāyāsā sambhavanti. 

Evametassa kevalassa dukkhakkhandhassa samudayo hoti.

比丘たちよ、ここに、とある比丘が歓喜し迎え入れ執着してとどまる（とする）。

その比丘は、いったい何に歓喜して、迎え入れ、執着するのであろうか。

色（ルーパ）に歓喜し、迎え入れ、執着しているのだ。

色に歓喜し迎え入れ執着する彼には、喜悦が起こる。

色に対する喜悦、それは取である。

取によって有が生じ、有によって生が生じる。

生によって老死が、愁い、悲しみ、苦しみ、憂い、悩みが生じる。

このようにして、全ての苦蘊は生起する。
—パーリ仏典, 相応部蘊相応 Nakulapitu-vaggo, 5.定経(Samādhi bhāvanā suttaṃ), Sri Lanka Tripitaka Project
ブッダゴーサによれば、欲取の取とは、渇愛によって発生し、その状態が維持されるのだという。